# The Vanishing
The Vanishing is een Amerikaanse mystery-thriller uit 1993 onder regie van George Sluizer. De film is een Engelstalige remake van Sluizers eigen Nederlandse film Spoorloos uit 1988. Hij baseerde het verhaal van beide films op dat uit het boek Het Gouden Ei van Tim Krabbé. Voor de Amerikaanse verfilming werd het einde aangepast.
The Vanishing werd genomineerd voor de Saturn Award voor beste horrorfilm en voor die voor beste acteur (Jeff Bridges).

## Verhaal

### Proloog
Barney Cousins is een op het oog doorsnee burgerman. Hij is getrouwd met Helen, kreeg met haar tienerdochter Denise en geeft scheikundeles op een middelbare school. In het geheim bereidt hij zich tot in de puntjes voor op het ontvoeren van een willekeurige vrouw. Cousins oefent het praatje waarmee hij haar zijn auto in wil krijgen en test hoelang ze bewusteloos zal raken van chloroform. Nadat hij zijn zomerhuisje heeft opgeknapt, laat hij Denise schrikken met spinnen in een broodtrommel zodat ze het uitgilt. Bij de buurman controleert hij de volgende dag of die het gegil vanuit zijn huisje horen kon.
Diane Shaver en Jeff Harriman vormen een stelletje dat met de auto vanuit Seattle op weg gaan om hun vakantie door te brengen met het bezichtigen van nationale rampgebieden. Nabij Mount Saint Helens komen ze zonder benzine te zitten. Omdat Shaver erop staat haar zaklamp te vinden voor ze uitstapt, laat Harriman haar alleen achter om een jerrycan brandstof te halen. Daarmee kunnen ze dan tot een benzinepomp komen. Wanneer Harriman terugkomt met een volle jerrycan is Shaver even boos dat hij haar alleen langs de weg achterliet, maar bij het pompstation leggen ze het alweer bij. Ze zweren elkaar eeuwige trouw. Shaver gaat nog even het winkeltje bij de pomp in om wat te eten en te drinken te kopen voor ze verder zullen gaan. Cousins staat daar ook binnen. Harriman wacht en wacht, maar zijn vriendin komt niet meer terug. Hij haalt de politie erbij, maar omdat het stelletje kort daarvoor nog ruzie had, gaan die niet uit van een noodgeval. Harriman moet 24 uur wachten voor Shaver als vermist kan worden opgegeven.

### Drie jaar later
Er zijn drie jaar verstreken sinds Shavers verdwijning en er is nooit meer iets van haar vernomen. Harriman is nog altijd volop op zoek naar haar en blijft affiches aanplakken en verversen waarop gevraagd wordt om tips. Een van die aanplakbiljetten hangt op het schoolgebouw waar Cousins werkt. Die concludeert tevreden dat Harriman de aanplakbiljetten nog altijd keer op keer vernieuwt en dus nog steeds volop bezig is met Shavers vermissing. 's Avonds kijkt hij televisie met Denise en ziet Harriman verschijnen in een programma om te vertellen over zijn nog steeds voortdurende zoektocht. Wanneer Harriman een kop koffie wil drinken in een eetcafé, ziet serveerster Rita Baker ook dat het niet best gaat met Harriman en zorgt er met lichte dwang voor dat hij even gaat slapen in het slaapvertrek van haar en collega Lynn achter. Dit blijkt het begin van een liefdesrelatie tussen Harriman en Baker. Die leidt ertoe dat zij op den duur bij hem intrekt. Baker denkt dat ze inmiddels de rol overgenomen heeft als de belangrijkste vrouw in Harrimans leven, maar in het geheim heeft hij een buitenhuisje dat nog helemaal in het teken staat van zijn zoektocht naar Shaver. Telkens wanneer hij zegt naar een maandelijkse bijeenkomst van de reservisten te zijn, is hij eigenlijk daar nog altijd bezig met Shaver opsporen.
Wanneer Baker achter het geheime deel van Harrimans leven komt, vertelt hij haar dat ze echt de belangrijkste vrouw in zijn leven is, maar dat hij gek wordt van de onwetendheid over Shavers lot. Als hij zou weten dat ze dood of juist heel gelukkig was dan kon hij het afsluiten, maar de onzekerheid knaagt aan hem. Baker dwingt hem een keuze te maken tussen haar of zijn zoektocht en krijgt hem zover voor haar te kiezen.
Wanneer Cousins op een dag langs het muurtje met aanplakbiljetten bij het schoolgebouw loopt, ziet hij dat de opsporingsaffiche over Shaver naar de achtergrond is verdwenen en al in geen tijden meer is ververst. Het zint hem totaal niet dat Harriman er blijkbaar minder mee bezig is. Daarom stuurt hij hem een briefje waarin hij bekendmaakt de dader te zijn door details te onthullen die een ander niet kan weten. Dit spoort Harriman aan toch weer met de zoektocht bezig te gaan. Het antwoord lijkt immers ineens voorhanden te zijn. Baker gaat kwaad bij hem weg. Cousins zoekt daarna Harriman persoonlijk thuis op en doet hem een eenmalig aanbod de hele waarheid te onthullen. Daarvoor moet hij wel bij Cousins instappen om samen met hem de stappen te doorlopen die Cousins en Shaver die bewuste avond ook doorliepen. Harriman stapt in en gaat mee. 's Avonds probeert Baker hem te bellen en hoort ze op het antwoordapparaat de stem van Cousins die uit de doeken doet dat hij ooit Shaver meenam. Ze beseft dat hij in gevaar is en gaat naar hem op zoek.
Cousins geniet van de volledige macht die hij over Harriman heeft, doordat hij dreigt zijn geheim nooit te onthullen als die niet gehoorzaamt. Hij weigert op rechtstreekse vragen in te gaan. Hij legt Harriman tijdens hun rit uit dat hij al zijn hele leven bezig is met uitvinden hoe ver hij in staat is te gaan. Cousins bereikte voor zijn gevoel de grens van het positieve toen hij een klein meisje eens van de verdrinkingsdood redde. Voor zijn dochter was hij op dat moment een god. Voor zichzelf kon hij zich pas een ware god voelen als hij ook de uiterste grens van het boosaardige opgezocht had. Dit wilde Cousins doen door een ontvoering zoals hij had voorbereid uit te voeren, maar die mislukte hopeloos nog voordat zijn beoogde slachtoffer er iets van in de gaten kreeg. Hij had al besloten het voor de rest van de dag op te geven, toen hij Shaver bij toeval tegen het lijf liep in het winkeltje bij de benzinepomp en zij hem aansprak om geld te wisselen. Ze liet zich mee naar zijn auto lokken omdat ze zijn armband mooi vond en er graag een voor Harriman wilde. Deze kreeg hij cadeau van zijn dochter, maar hij vertelde Shaver dat hij er een hele doos van had in zijn wagen voor de verkoop.
Om te weten te komen wat zich daarna afspeelde, moet Harriman zich mee laten voeren naar de plekken waar Cousins hem naartoe leidt. Eén van de opdrachten die Harriman krijgt is het opdrinken van een gedrogeerde kop koffie. Deze zal hem ongeveer veertig minuten bewusteloos maken, net als Shaver destijds door de chloroform. Harriman ziet het eerst niet zitten, maar drinkt het uiteindelijk op. Wanneer hij wakker wordt, ligt hij in een houten kist levend begraven onder de grond. Deze is zo stevig dat hij zichzelf met geen mogelijkheid kan bevrijden. Hij weet niet dat Baker nog naar hem op zoek is.

## Rolverdeling
| Acteur              | Personage           |
| ------------------- | ------------------- |
| Jeff Bridges        | Barney Cousins      |
| Kiefer Sutherland   | Jeff Harriman       |
| Nancy Travis        | Rita Baker          |
| Sandra Bullock      | Diane Shaver        |
| Park Overall        | Lynn                |
| Maggie Linderman    | Denise Cousins      |
| Lisa Eichhorn       | Helene Cousins      |
| George Hearn        | Arthur Bernard      |
| Lynn Hamilton       | Juffrouw Carmichael |
| Garrett Bennett     | Politieagent        |
| George Catalano     | Politieagent        |
| Frank Girardeau     | Politieagent        |
| Stephen Bridgewater | Presentator         |
| Susan Barnes        | Collega             |
| Rich Hawkins        | Stan                |

## Verschillende eindes
De Amerikaanse versie kent een gelukkige afloop, waarin Harriman op tijd gevonden wordt door Baker en Cousins uit wraak wordt gedood. In 'Het gouden ei' en de originele verfilming Spoorloos wordt het personage 'Harriman' (Rex) niet gered en komt dader 'Cousins' (Raymond Lemorne) met zijn misdaden weg.